# Rohrendorf bei Krems
Rohrendorf bei Krems  är en ort och kommun  i Österrike. Den ligger i distriktet Krems i förbundslandet Niederösterreich, 57 km väster om huvudstaden Wien.